# Провінція Чхунчхон
Провінція Чхунчхон (кор. 忠清道, 충청도, Чхунчхондо) — одна з восьми провінцій Кореї під час правління династії Чосон. Розташована на південному заході Корейського півострова. Центральним містом провінції було Конджу, колишня столиця королівства Пекче з 475 по 538.

## Історія
Провінція Чхунчхон була сформована 1356 року, в часи династії Корьо, з південної частини колишньої провінції Янвандо. Своє ім'я вона отримала від початкових букв головних міст — Чхунджу (кор. 忠州, 충주) і Чхонджу (кор. 淸州, 청주).
1895 року провінція була розформована, а на її місці були створені райони:
- Чхунджу (кор. 忠州府, 충주부, Чхунджубу) у східній частині
- Конджу (кор. 公州府, 공주부, Конджубу) у центральній частині
- Хонджу (кор. 洪州府, 홍주부, Хонджубу[1]) у західній частині.

1896 року райони Чхунджу і східний Конджу утворили провінцію Чхунчхон-Пукто, а Хонджу і західні частини Конджу — провінцію Чхунчхон-Намдо. Зараз обидві провінції входять до складу Південної Кореї.

## Географія
На півночі провінція Чхунчхон межувала з провінцією Кьонгі, на сході — з провінціями Канвон і Кьонсан, на півдні — з Чолла, а на заході омивалася Жовтим морем. 
Ландшафт на сході гірський, на заході — більш рівнинний. 
Регіональна назва для Чхунчхону — «Хосо», хоча це слово зараз практично не використовується. 
Окрім Чхонджу, Чхунджу і Конджу, іншими великими містами провінції є Теджон, Чхонан і Сосан (Чхунчхон-Намдо).